# Miguelito
Miguel A. Valenzuela Morales, noto semplicemente come Miguelito (5 gennaio 1999), è un cantante portoricano di musica reggaeton.
Nonostante la giovanissima età ha già pubblicato 7 album: Más Grande Que Tú e El Heredero.

## Discografia
- Más Grande Que Tú (2006)
- Mas Grande Que Tu (Limited Edition) (2007)
- El Heredero (2008)
- Los Pitchers  (2009)
- Todo el mundo (2010)
- Nadie Sabe lo Que Tiene (2011)
- Tiempo de Navidad (2011)
- Aquí para quedarse (2017)
- Los Ingenieros (2020)
- 081422 (2021)
- Traje Flow (2023)

## Singoli
- "Boom Boom" (2006)
- "Móntala" (2006)
- "La Escuela" (2007)
- "Móntala (Remix)" (featuring Arcangel, Lennox, Aldo & Dandy, Tingui, & Gold2) (2007)
- "Mochila de Amor" (featuring Divino) (2008)
- "Al Son del Boom (Remix)" (featuring Daddy Yankee) (2008)
- "Mochila de Amor (Remix)" (featuring Divino & Tito El Bambino) (2008)
- "Mi Generacion" (2008)
- "Toma Toma (featuring Falo & Andy Boy) (2008)
- "Si Fueramos Adultos" (2009)
- "No Lo Se ft Lorenzo" (2010)
- "Maquinando" (2010)
- "Luces, Camara, Accion" (2010)
- "Tu Bandera" (2011)
- "Maquinando (Remix)", (Featuring. El Sujeto, Franco El Gorila y Bonny Cepeda)  (2011)
- "Santa Claus is Coming to Town" (2011)
- "La Adolescencia", (Featuring. Kendo Kaponi (2012)
- "Santa Claus is Coming to Town" (2012)
- "Time After Time" (2012)
- "El Tamborilero" Ft Esthefanie
- "Stop Bullying" (2013)
- "Stop Bullying" Version Spanish (2013)
- "Swaggin" (2013)
- "Party Nonstop" (2013)
- "Suga Suga" ft. Shawn Stockman (2014)
- "La Cura (2014)
- "Mi Gatita de La Higth (2014)
- "Like That (2015)
- "Do With It (2015)
- "Una En 1 Millon" (2015)
- "Here To Stay" (2015)
- "Take Over The World" (2016)
- "Sabanas De Infiel" (2016)
- "Esclavo" (2017)
- "Corazones Sin Romances" (2018)
- "Los Cabales" (2018)
- "Tu Decision" (2018)
- "Cuéntale" (2018)
- "El Secreto" (2018)
- "loba" (2019)
- "Dejame" (2019)
- "Banco" (feat. TheoCiros) (2019)
- "Mas Perreo" (2019)
- "Tiempo Perdido" (2019)
- "Como Estas" (2020)
- "Peleas" (2020)
- "Poses" (feat. Gold2 y Theociros) (2020)
- "Vamos Pa' La Calle" (2020)